# Internet Culturale
Internet Culturale è un portale web del Servizio bibliotecario nazionale che fornisce un punto comune di accesso per le risorse digitali e i cataloghi di biblioteche, archivi e istituzioni culturali italiane.
Il portale è stato inaugurato il 22 marzo 2005 e si inserisce nel quadro del progetto "Biblioteca digitale italiana", risalente al 2001, con l'obiettivo di rendere disponibili i cataloghi e parte delle informazioni contenute nelle biblioteche pubbliche mediante Internet.